# Rezerwat przyrody Przecinka
Rezerwat przyrody Przecinka – leśny rezerwat przyrody znajdujący się na terenie gminy Rachanie, w powiecie tomaszowskim, w województwie lubelskim.
- położenie geograficzne: Roztocze Środkowe
- powierzchnia (według aktu powołującego): 32,91 ha
- rok utworzenia: 1998
- dokument powołujący: Zarządzenie Ministra Ochrony Środowiska, Zasobów Naturalnych i Leśnictwa z 21 grudnia 1998 w sprawie uznania za rezerwat przyrody (MP nr 161, poz. 1098).
- przedmiot ochrony (według aktu powołującego): zachowanie starodrzewia bukowego z licznymi sędziwymi o okazałych rozmiarach drzewami

Rezerwat przyrody „Przecinka” leży w obrębie Tomaszów, leśnictwie Werechanie. Celem ochrony w rezerwacie tym jest zachowanie starodrzewia bukowego z licznymi sędziwymi o okazałych rozmiarach drzewami (średnia pierśnica 73 cm, średnia wysokość 32 m). Przedmiotem ochrony jest kresowe stanowisko buka poza granicą jego zasięgu.
Rezerwat ten jest cennym obiektem fitocenotycznym ze względu na dobrze zachowane fragmenty żyznej buczyny karpackiej w formie podgórskiej Dentario glandulosae – fagateum collinum, która na omawianym terenie ma charakter wyraźnie ekstrazonalny. Występuje tylko przy szczególnej kombinacji warunków środowiska. Buczyna ta jest postacią mniej typową, odchylona w kierunku niżowych lasów liściastych typu grądowego. W drzewostanie panuje buk, liczną domieszkę stanowi grab, nieliczną – lipa drobnolistna, jawor, dąb szypułkowy, klon zwyczajny oraz sosna pospolita.
W rezerwacie znajduje się także niewielki płat grądu typowego Tilio – Carpinetum typicum. Warstwę drzew buduje grab z domieszką buka i brzozy. O walorach rezerwatu decyduje również występowanie wśród gatunków drzewiastych okazów o wartości pomnikowej, odznaczających się wyjątkowymi rozmiarami.